# 27 Korpus Zmechanizowany (ZSRR)
27 Korpus Zmechanizowany (ros. 27-й механизированный корпус) – wyższy związek taktyczny wojsk zmechanizowanych Armii Czerwonej okresu II wojny światowej.

## Formowanie
Formowanie Korpusu rozpoczęto w lutym – marcu 1941 roku w środkowoazjatyckim Okręgu Wojskowym. Sztab Korpusu rozlokowany był w Mary w Turkmenistanie.

### Skład
- 9 Dywizja Pancerna od czerwca 1941 roku 104 Dywizja Pancerna,
- 53 Dywizja Pancerna od czerwca 1941 roku  105 Dywizja Pancerna,
- 221 Dywizja Zmotoryzowana od czerwca 1941 roku  106 Dywizja Pancerna,
- 31 pułk motocyklowy,
- 553 samodzielny batalion łączności,
- 84 samodzielny zmotoryzowany batalion saperów,
- 127 korpuśna eskadra lotnicza,
- 772 poczta polowa.

### Wyposażenie
W czerwcu 1941 miał na stanie 356 czołgi.

### Dowódcy
- generał major Iwan Pietrow,

### Działania
W maju 1941 nie do końca sformowany Korpus rozpoczął tajne przemieszczanie w kierunku zachodniej granicy ZSRR. W początku lipca Korpus znalazł w okolicach Briańska w zachodniej części Rosji. 10.07.1941 roku korpus włączony w skład 28 Armii Frontu Zachodniego.
15 lipca 1941 27 Korpus Zmechanizowany został rozformowany, a generał major Iwan Pietrow objął dowództwo 1 Dywizji Kawalerii .